# مارك ديفر
مارك ديفر (بالإنجليزية: Mark Dever)‏ هو عالم عقيدة أمريكي، ولد في 28 أغسطس 1960.